# Jan van Salerno
Jan van Salerno (andere benamingen: Iohannes monachus Cluniacensis, John of Cluny, Jean de Salerne, etc.) leefde in de tiende eeuw voor Christus in Italië. Hij schreef de Vita Sancti Odonis over het leven van zijn abt en vriend Odo van Cluny. Hij behoorde tot de Benedictijnse orde en werd later prior van de abdij van St. Paul. Het werk is de eerste, bekende, biografie van Odo die hij in Salerno, ca. 943, samenstelde. Zijn werk is belangrijk om het leven van Odo en de orde van Cluny te begrijpen, meer bepaald de invloed van de hervormingen op de orde en de kloosters.

## Biografie
Jan van Salerno is geboren in Italië, vermoedelijk nabij Rome, rond het begin van de tiende eeuw. Jan was volgeling, hagiograaf en biograaf van Odo van Cluny, de tweede abt van de Orde van Cluny. Hij was lid van de abdij van Cluny, een Benedictijnse kloosterorde.

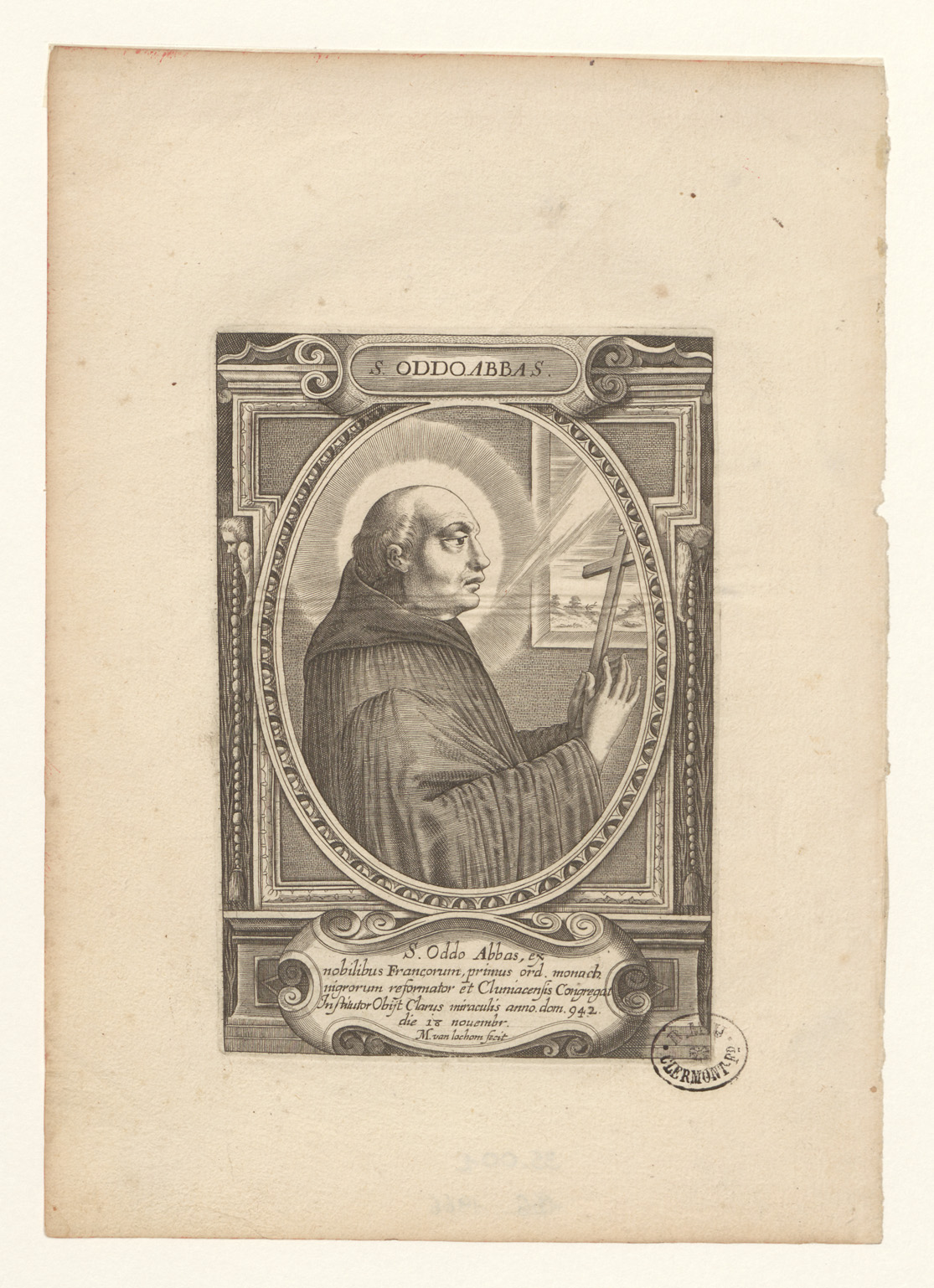
Bewerkte versie van Vita Sancti Odonis, 17e eeuw

Jan van Salerno trok naar Cluny vanuit Italië en werd daar  monnik van de kloosterorde rond 938. De orde van de abdij van Cluny was een geografisch verspreide orde die Regula Benedicti volgde. Jan werd zelf door de kloosterorde naar Napels gestuurd.  Hij vergezelde Odo naar Rome waar er grondige hervormingen werden doorgevoerd in de verschillende Italiaanse kloosters, zoals bijvoorbeeld de Sint-Paulus buiten de_Muren Na deze tocht werd hij prior van het klooster van St. Paul.
Na het overlijden van Odo ging Jan van Salerno naar Salerno. Hier schreef hij het levensverhaal van Odo op: 'Vita Sancti Odonis'. Vandaar komt ook het sluitstuk van zijn naam, omdat hij op die plek zijn werk had geschreven. Dit werk verspreidde hij om de idealen en het zalige leven van Odo van Cluny bekend te maken.

## Levensverloop
Jan Van Salerno schreef het bekende werk 'Vita Sancti Odonis'. Hij schreef dit kort na de dood van Odo Van Cluny rond 942-943. De monnik kende hem persoonlijk en was nauw bevriend met hem de laatste jaren voor zijn dood.  Jan leerde Odo kennen wanneer hij in Rome was. Samen reisden ze verder door Italië omdat Odo opgeroepen was door Paus Johannes XI voor een belangrijke diplomatische missie (zie: Vita Sancti Odonis). Odo werd gevraagd om hervormingen in te voeren in verschillende kloosters in Frankrijk en Italië. Hij schrijft ook over zijn reizen doorheen de Alpen en Apennijnen en vertelt een anekdote over hoe ongemakkelijk hij was tijdens het reizen. Hierdoor krijg je een idee hoe het was om te reizen tijdens de tiende eeuw. Jan van Salerno besteedde dus een deel van zijn leven samen met Odo. Andere werken die hij zou geschreven hebben zijn niet bekend.

## Vita Sancti Odonis
De Vita Sancti Odonis (letterlijke vertaling: het leven van heilige Odo) is de eerste en oorspronkelijke biografie over het leven van Odo van Cluny, de tweede abt van Cluny.
Het gaat over het leven van Odo en volgt hem doorheen zijn levensweg en de verscheidene plaatsen waar hij verbleef. Het is geschreven door Jan van Salerno (die onder verschillende namen bekend staat, zoals John the Italian en John of Cluny; de naam Salerno komt van de plaats waar het werk geschreven is, een stad in Italië) en biedt een beter inzicht in het leven van Odo alsook de idealen waar hij voor stond.  Door het werk en de inzichten die het brengt, kunnen we beter begrijpen waarom Odo het Cluniacenzer systeem van Frankrijk en Italië wilde hervormen.
In zijn werk verwijst Jan van Salerno vaak naar de vele zaligheden en verwezenlijkheden die Odo heeft volbracht. Zo staat er in zijn werk hoe 'enthousiast hij was over hervormingen' en zo de Benedictijnse regel terug strikt te laten volgen. Daarnaast wordt er in het werk besproken hoe hij als bemiddelaar vrede bracht in Italië tussen de prins en koning. Hier werd ook de basis gelegd voor de pauselijke relaties tussen de orde.
- Bibliothèque nationale de France: cb11565234g (data)
- Gemeinsame Normdatei: 100948685
- Nationale Bibliotheek van Tsjechië: kup19980000044836
- Système universitaire de documentation: 244447535
- Virtual International Authority File: 41834550